# Zębiełek kanaryjski
Zębiełek kanaryjski (Crocidura canariensis) – gatunek ssaka z rodziny ryjówkowatych. Występuje endemicznie w Hiszpanii na Wyspach Kanaryjskich. Zamieszkuje wyspy Fuerteventura, Lanzarote i Lobos. Występował również na wyspach Graciosa i Alegranza, gdzie zostały znalezione skamieniałości tych ssaków. Naturalnym siedliskiem tego ssaka są pola zastygłej lawy (tzw. Malpaís). Żywi się tam owadami i ślimakami. Spotykana czasem również w ogrodach, opuszczonych gruntach rolnych czy w skalistych wąwozach. Zaproponowano by ssak ten traktowany był jako podgatunek Crocidura sicula, jednak badania molekularne, morfologiczne i paleontologiczne potwierdzają status odrębnego gatunku. Linie rozwojowe obydwu gatunków rozdzieliły się około 5 mln lat temu. W Czerwonej księdze gatunków zagrożonych Międzynarodowej Unii Ochrony Przyrody został zaliczony do kategorii EN (zagrożony wyginięciem). Zagrożeniem dla tego ssaka jest szybka urbanizacja i rozwój infrastruktury na zamieszkujących je wyspach. Wprowadzenie kota domowego, też może być przyczyną spadku populacji tego ssaka. Gatunek ten objęty jest konwencją berneńską (załącznik II) i dyrektywą siedliskową (aneks IV).